# Doseone
Doseone o Greenthink, pseudonimo di Adam Drucker (Cincinnati, 21 aprile 1977), è un rapper statunitense.

## Biografia
Nel 1997, Doseone partecipò a una battaglia rap contro l'allora sconosciuto Eminem in occasione del festival Scribble Jam. Nel 1998 Doseone pubblicò il suo primo album da solista Hemispheres a cui seguì Circle, registrato nel 2000 assieme a Boom Bip. Nel 2012 pubblicò G Is for Deep, uscito per l'etichetta da lui fondata Anticon. Nel 2020 creò il videogioco Sludge Life, di cui curò anche la colonna sonora. Durante la sua carriera, Doseone ha fatto parte di numerosi gruppi di rap alternativo come Deep Puddle Dynamics Clouddead, Themselves, Subtle, 13 & God, e  Nevermen.

## Discografia parziale

### Da solista
- 1998 – Hemispheres
- 1998 – It's Not Easy Being... (con Why?, come Greenthink)
- 1999 – Blindfold (come Greenthink)
- 1999 – Slowdeath
- 2000 – Circle (con Boom Bip)
- 2001 – Object Beings (con Why? e Pedestrian, come Object Beings)
- 2005 – Ha
- 2007 – Soft Skulls
- 2007 – Skeleton Repelent
- 2012 – G Is for Deep
- 2017 – A7pha (con Mestizo, come A7pha)
- 2018 – Less Is Orchestra (con Alias)
- 2020 – G Is for Job
- 2022 - A7pha II (with Mestizo as A7pha)
- 2023 - North American Adonis (with Buck 65 and Jel as North American Adonis)
- 2025 - All Portrait, No Chorus (with Steel Tipped Dove)

### Nei gruppi

#### Con i Deep Puddle Dynamics
- 1999 – The Taste of Rain... Why Kneel?

#### Con i Clouddead
- 2001 – Clouddead
- 2004 – Ten

#### Con i Them
- 2000 – Them
- 2002 – The No Music
- 2009 – Crowns Down

#### Con i Subtle
- 2004 – A New White
- 2006 – For Hero: For Fool
- 2008 – ExitingARM

#### Con i 13 & God
- 2005 – 13 & God
- 2011 – Own Your Ghost

#### Con i Nevermen
- 2016 – Nevermen

## Colonne sonore
- Super Game Jam (con Kuabee) (2014)
- 0rbitalis (2015)
- Enter the Gungeon (2016)
- Disc Room (2016)
- Sludge Life (2020)